# Martin Feuerstein
Pour les articles homonymes, voir Feuerstein.
Martin Feuerstein (von Feuerstein, après 1914) (Barr, 6 janvier 1856 - Munich, 13 février 1931) est un peintre germano-alsacien de la fin du XIXe siècle et du début du XXe siècle, spécialisé dans l'art religieux.

## Biographie
La famille Feuerstein est originaire de la province autrichienne du Vorarlberg.
Après avoir reçu un début de formation artistique auprès de son père, le sculpteur Jean-Martin Feuerstein, il étudia la peinture à Paris, où il fut l'élève de Luc-Olivier Merson, et à Munich, où il fut réceptif à l'influence des Nazaréens tardifs, caractérisée par un style monumental. Son art mêle ainsi cette dernière influence postromantique à un académisme plus conventionnel teinté de touches naturalistes et néobaroques. Le caractère vigoureux et sculptural des œuvres de Feuerstein, qui les distingue nettement de la production sulpicienne de l'époque, est sans doute redevable des enseignements de son père.
Il épousa Pauline Kaiser, fille du peintre suisse Heinrich Kaiser de Stans (1813-1900).
Enseignant à l'Académie des Beaux-Arts de Munich, il y fut, à partir de 1898, le dernier détenteur de la chaire de peinture religieuse. Il attribuait à l'art religieux une fonction édifiante, renouant ainsi avec la tradition médiévale de la Biblia pauperum (« Bible des pauvres »).

Anobli avec le titre de chevalier (Ritter) par le roi Louis III de Bavière en 1914, il ajouta la particule nobiliaire von à son patronyme.
Fervent catholique, il peignit des ex-voto qu'il offrit à l'église Sainte-Marie-Auxiliatrice du prieuré de Thierenbach à Jungholtz, dont il a restauré les peintures murales. Ces ex-voto auraient été peints en remerciement à la Vierge-Marie pour avoir préservé le peintre de la cécité et pour avoir protégé son fils lors de la Première Guerre mondiale.

## Galerie

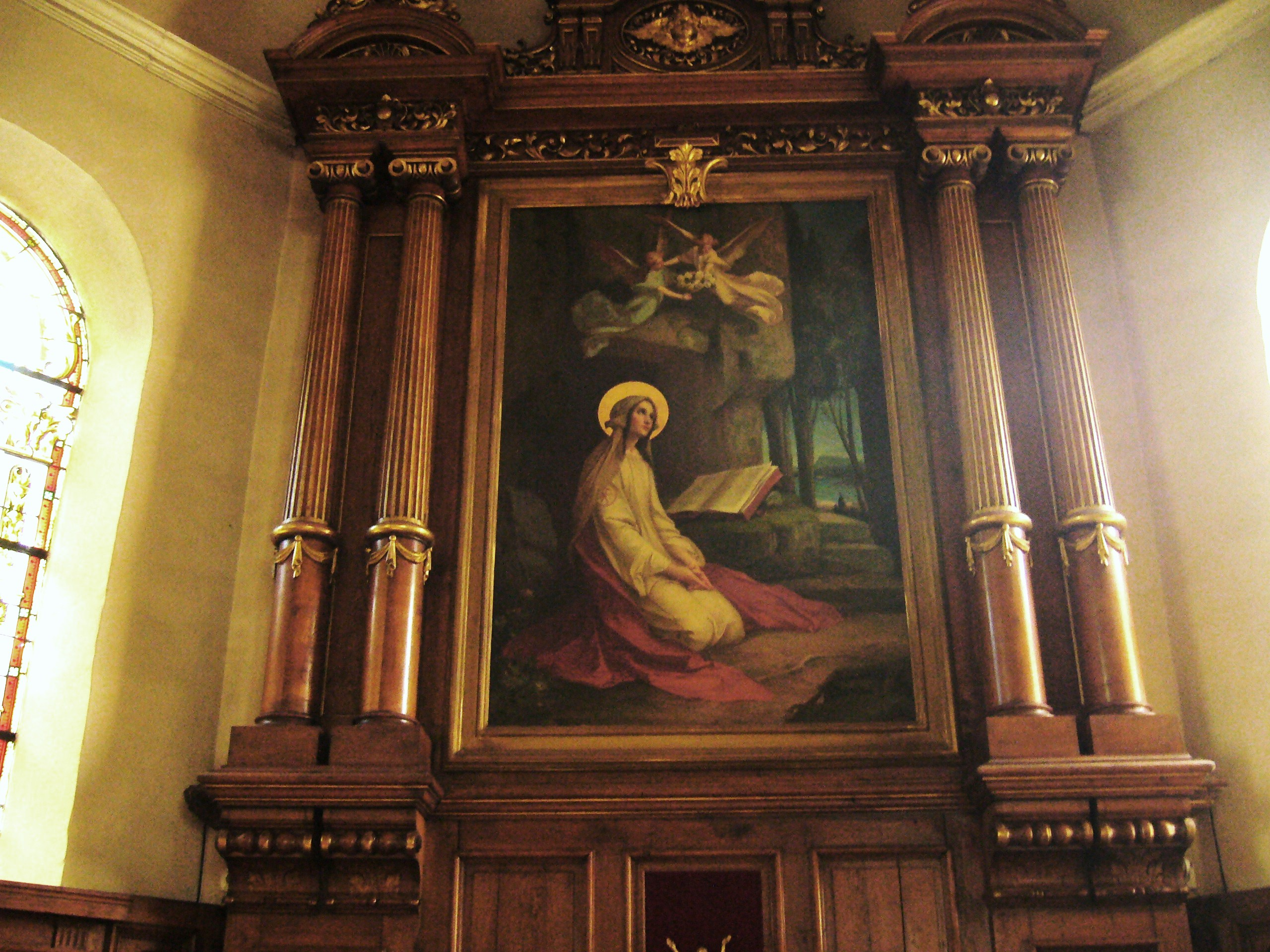
Sainte Rosalie (1899), église de Rombach-le-Franc.
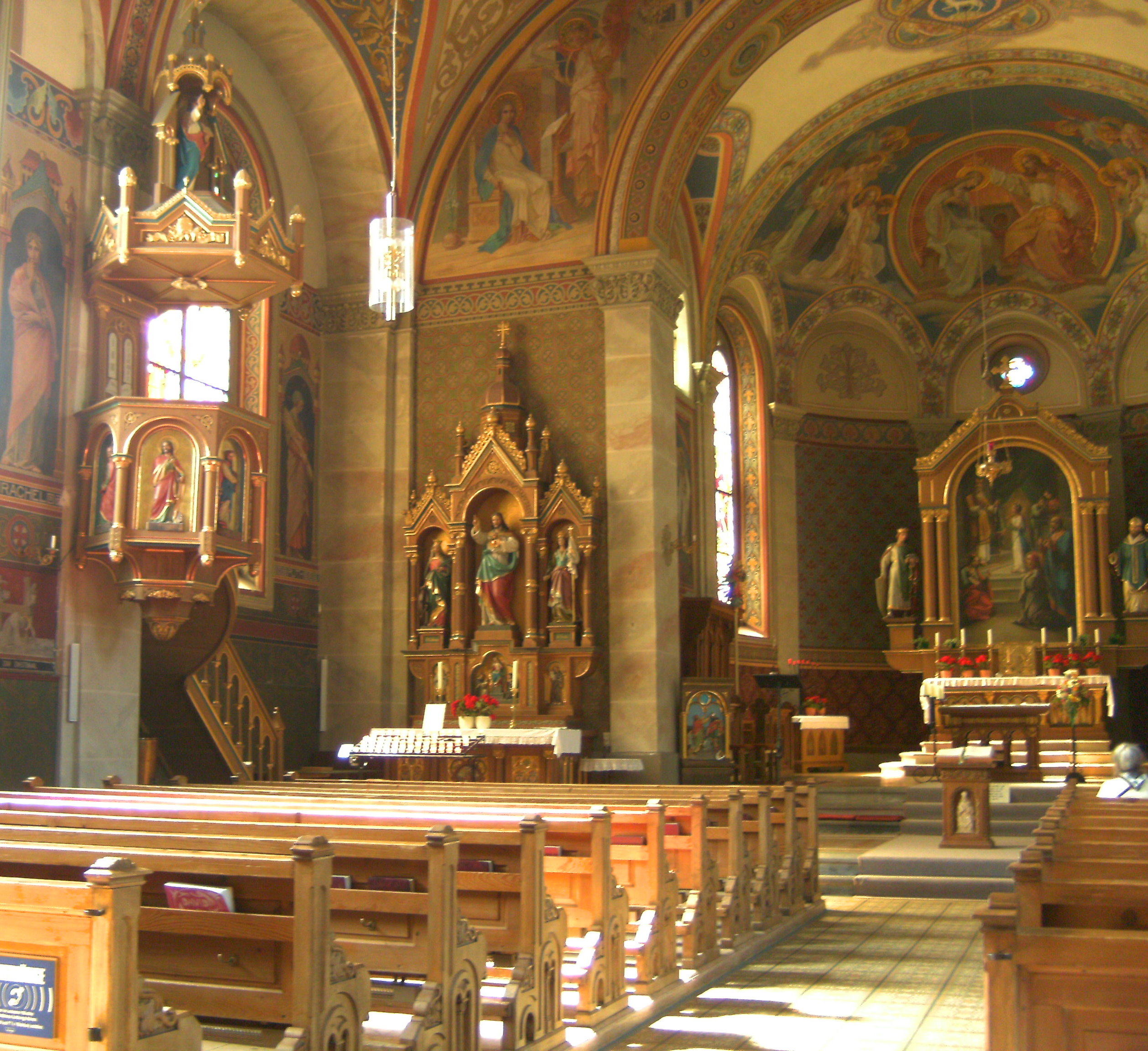
Fresques (1903-1904) de l'église Sainte-Marie-auxiliatrice de Riezlern, dans le Vorarlberg.
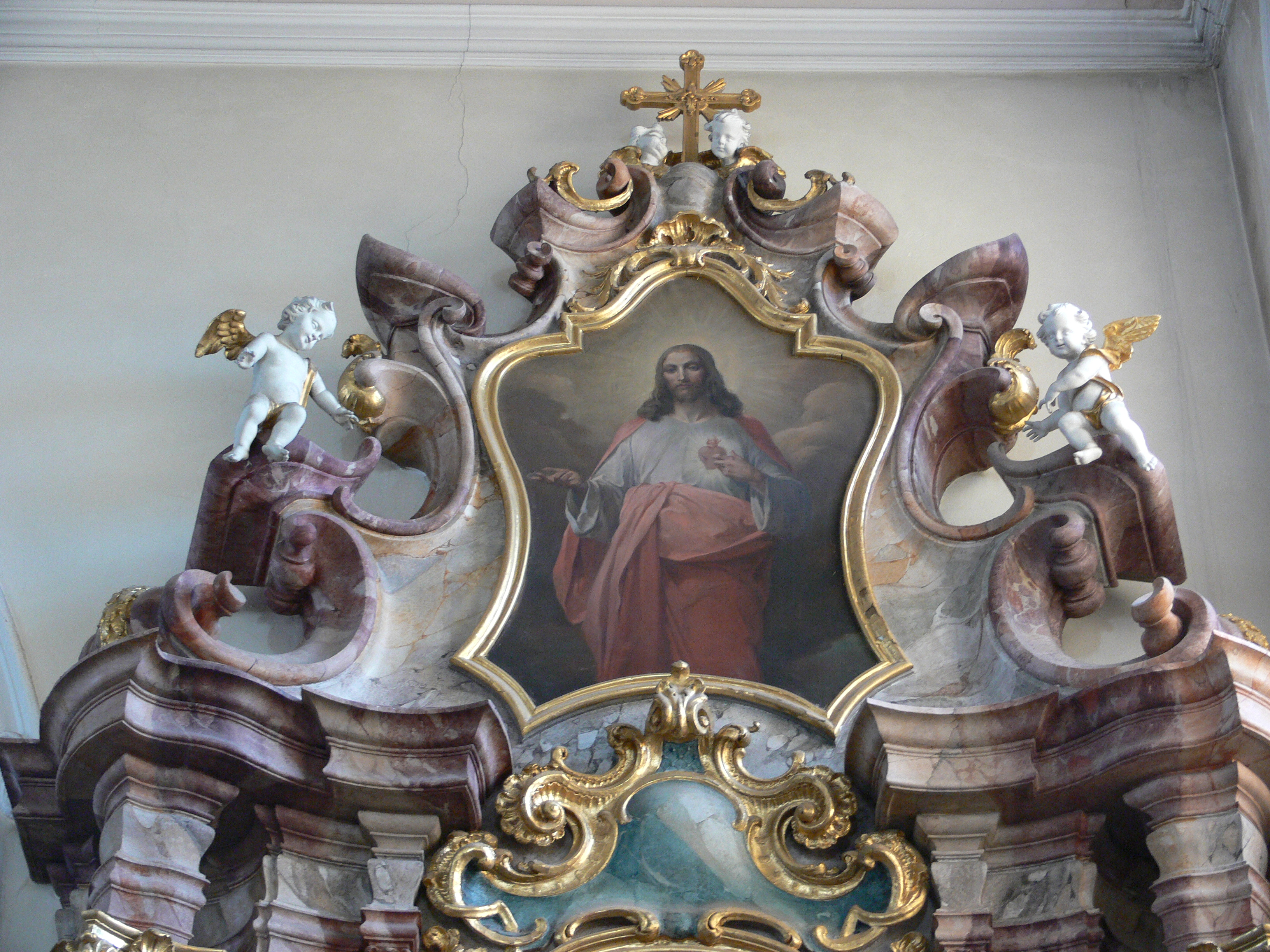
Le Sacré-Cœur (v. 1910), Sankt Märgen, ancienne église conventuelle.
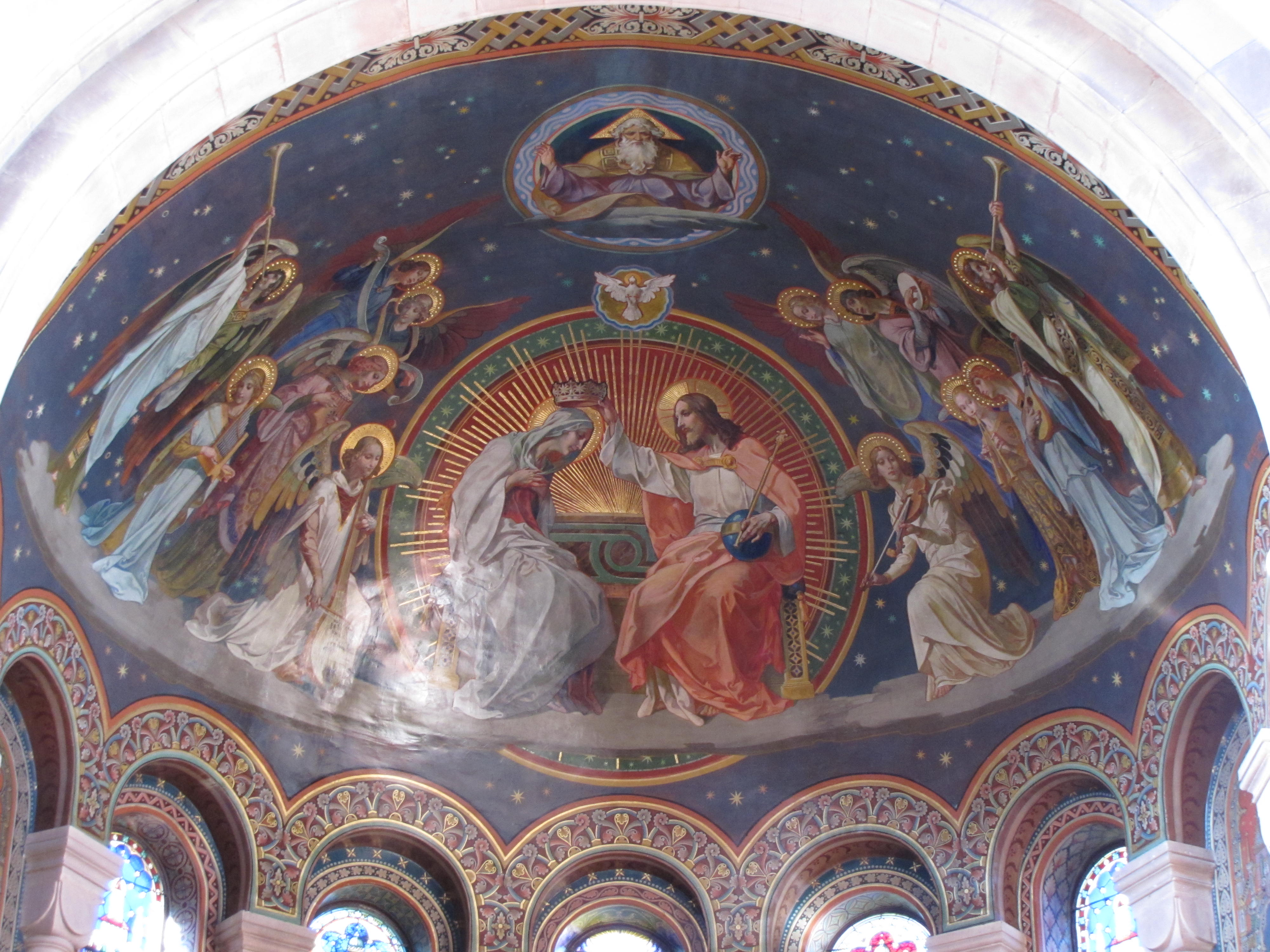
Le Couronnement de la Vierge (1912), chœur de l'église de Gueberschwihr.

## Œuvres
Tous les lieux de conservation, à l'exception de ceux dont le nom est signalé en gras, se situent en Alsace.
- 1874 : Saints et Christ (panneaux de lambris) - Otterswiller, église Saint-Michel.
- 1874 (vers) : Figures bibliques (panneaux de lambris) - Zellwiller, église Saint-Martin.
- 1875 : Scènes des vies de la Vierge et du Christ (panneaux de lambris) - Stotzheim, église Saint-Nicolas.
- 1878 : L'Assomption (plafond) - Otterswiller, église Saint-Michel.
- 1881 : Femmes de Meistratzheim et d'Obernai - Barr (Bas-Rhin), hôtel de ville.
- 1882 : La Vie de la Vierge (cycle de sept tableaux) - Monswiller, église de l'Assomption.
- 1887 : Saint Barthélémy (tableau du maître-autel) - Ingersheim, église Saint-Barthélémy.
- 1889 : Vies de la Vierge et du Christ (cycle de douze tableaux) - Nothalten, église Saint-Michel.
- 1889-1890 : Le Baptême du Christ, La Transfiguration, Origine légendaire de Marienthal, Cérémonie de couronnement de la Vierge de Pitié (peintures murales) - Basilique Notre-Dame de Marienthal à Haguenau.
- 1890 (vers) : Construction de la première petite église de Marienthal - Strasbourg, Musée d'art moderne et contemporain.
- 1891 : Le Mariage de la Vierge (ex-voto, détrempe sur plâtre) - Jungholtz, prieuré de Thierenbach, église Sainte-Marie.
- 1891 : Saint Blaise (tableau d'autel) - Westhalten, église Saint-Blaise.
- 1891-1892 : Le Martyre de Saint Pantaléon - Gueberschwihr, église Saint-Pantaléon.
- 1891-1893 : L'Adoration des bergers (tableau du maître-autel), La Prédication aux poissons de Saint-François d'Assise et L'Annonciation (tableaux d'autels latéraux) - Mommenheim, église Saint-Maurice.
- 1892-1911 : Réfection des peintures murales du prieuré de Thierenbach.
- 1895 : Saints (volets du retable du Sacré-cœur, en collaboration avec H. Huber) - Thann, collégiale Saint-Thiebaut.
- 1897 (avant) : Les Disciples à Emmaüs - Strasbourg, Musée d'art moderne et contemporain.
- 1897 : Scènes de l'Ancien et du Nouveau testaments (cycle de onze tableaux) - Obernai, église Saints-Pierre-et-Paul.
- 1898 : Chemin de croix - Munich, église Sainte-Anne-im-Lehel.
- 1898 (vers) : Saint Maurice et la légion thébaine (tableau du maître-autel) - Hirtzbach, église Saint-Maurice.
- 1899 : Sainte Rosalie (tableau du maître-autel) - Rombach-le-Franc, église Sainte-Rosalie.
- 1900 : Prédication de Saint Fridolin (tableau du maître-autel) - Mulhouse, église Saint-Fridolin.
- 1900 : Saints (volets du retable du Saint-sauveur) - Strasbourg, cathédrale.
- 1900 (vers) : L'Annonciation (volets de retable de la Vierge au buisson de roses de Martin Schongauer) - Colmar, église des Dominicains.
- 1901-1903 : Jésus et les docteurs, Les Noces de Cana (peintures murales) - Jungholtz, église Sainte-Marie.
- 1901-1904 : Vie de Saint Louis (cycle de trois tableaux) - Strasbourg, église Saint-Louis.
- 1902 : Le duc Etichon remettant le Hohenbourg sous la protection du Christ - Ottrott, abbaye du Mont Sainte-Odile.
- 1903-1904 : Personnages de l'Ancien testament et Couronnement de la Vierge (Fresques) - Riezlern (Autriche, Vorarlberg), église Sainte-Marie-Auxiliatrice.
- 1907 (?) : Chemin de croix - Waldighoffen, église Saints-Pierre-et-Paul.
- 1910 (vers) : Le Sacré-cœur (tableau du couronnement de l'autel de l'Assomption) - Sankt Märgen (Allemagne, Forêt-Noire), ancienne église conventuelle.
- 1911 : Saint Blaise (réplique, en collaboration avec Joseph Wagenbrenner, du tableau d'autel de 1891) - Bettlach, église Saint-Blaise.
- 1911 : Le Mauvais riche (ex-voto, détrempe sur plâtre) - Jungholtz, prieuré de Thierenbach, église Sainte-Marie.
- 1912 : Le Couronnement de la vierge (fresque de l'abside) - Gueberschwihr, église Saint-Pantaléon.
- 1915 : Vierge de Pitié (ex-voto) - Jungholtz, prieuré de Thierenbach, église Sainte-Marie.
- 1916 : Chemin de croix - Ohlungen, église Saint-Georges.
- 1916 : L'Eucharistie (Tableau du maître-autel) - Berlin-Prenzlauer Berg, église du Corpus-Christi.
- 1919 : La Charité de Saint Martin (tableau du maître-autel) - Hundsbach, église Saint-Martin.
- 1923 : Saint Georges (tableau du maître-autel) - Largitzen, église Saint-Georges.
- 1924 : Saint Georges (tableau central du maître-autel) - Brunstatt, église Saint-Georges.
- 1925 (avant) : Saint Jean à Patmos (tableau d'autel) - Bernwiller, église Saint-Jean.
- 1925 : Le Martyre de Saint Georges (tableau d'autel) - Carspach, église Saint-Georges.
- 1927 : (Tableaux des autels latéraux) - Munich, église Sainte-Thérèse.
- 1929 : Chemin de croix - Nuremberg, église Sainte-Claire.

### Bibliographie

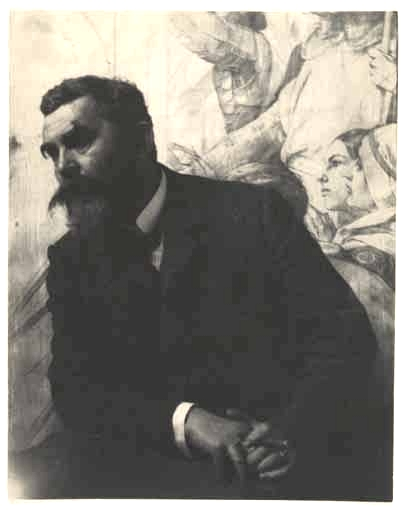
Photographie de Martin Feuerstein vers 1908